# Meredith Michaels-Beerbaum

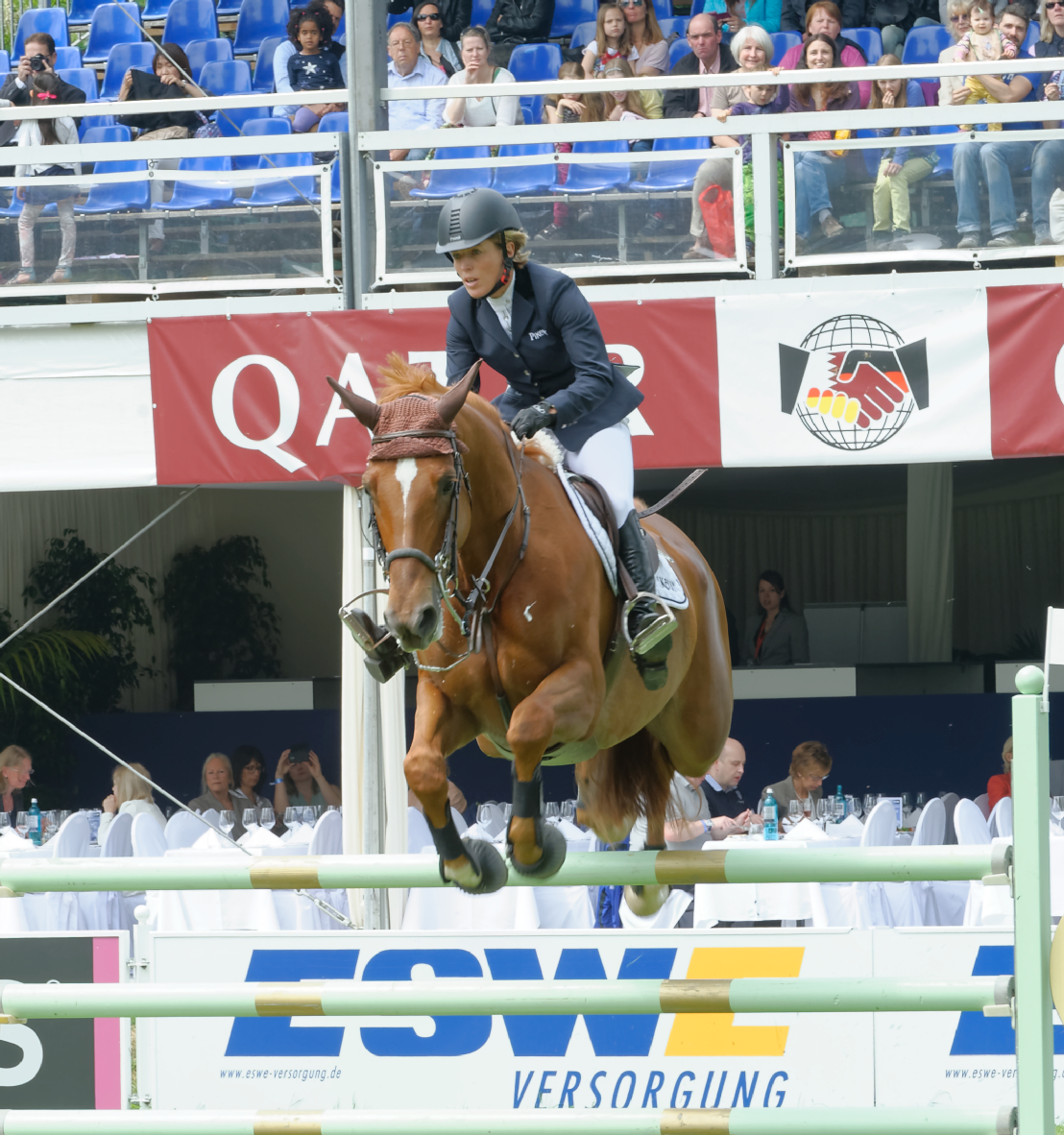
Meredith Michaels-Beerbaum met Tequila de Lile, CSIYH* Wiesbaden 2015

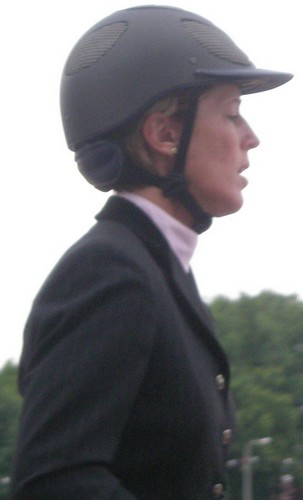
Meredith Michaels-Beerbaum

Meredith Michaels-Beerbaum (Los Angeles, 26 december 1969) is een Duitse springruiter. Door velen wordt zij gezien als een van de besten ter wereld.

## Biografie
Meredith is geboren op 26 december 1969 in Los Angeles, in de Verenigde Staten. Toen Meredith zeven jaar oud was kreeg ze haar eerste pony, een Palomino genaamd ‘Buttercup’. Ze studeerde politieke wetenschappen. In 1991 verhuisde Meredith naar Duitsland om daar bij Paul Schockemöhle te gaan trainen. In 1997 namen Meredith en Markus Beerbaum een boerderij over in Thedinghausen, een plaatsje in de buurt van Bremen in Duitsland. Daar woont ze nu nog steeds, samen met haar echtgenoot (sinds 1998). Het favoriete concours vindt Meredith het CHIO in Aken, haar hobby’s zijn duiken en zeilen.

## Paarden
Shutterfly:
- Geboren: 14 januari 1993
- Ras: Hannoveraan
- Geslacht: Ruin
- Stokmaat: 1.66m
- Kleur: Donkerbruin
- Vader: Silvio I
- Nickname: Petey (dit spreek je uit als Piedie)
- Eigenaar: Meredith Michaels-Beerbaum en Nancy Clark

Checkmate:
- Geboren: 10 maart 1995
- Ras: Hannoveraan
- Geslacht: Ruin
- Stokmaat: 1.61m
- Kleur:Donkerbruin
- Vader: Contender
- Nickname: Joey
- Eigenaar: Nancy Clark

Checkmate en Shutterfly zijn momenteel de beste paarden die Meredith heeft.
Le Mans:
- Geboren: 2 januari 1995
- Ras: Beierse warmbloed
- Geslacht: Ruin
- Kleur: Vos
- Vader: Leubus
- Nickname: Leo
- Eigenaar: Nancy Clark

## Statistieken
Duitse kampioenschappen
Aantal gestart: 27
Aantal gewonnen: 8
Wereldbekers
Aantal gestart: 93
Aantal gewonnen: 6
2007
Wereldbekerfinale in Las Vegas (VS)
26e plaats met Shutterfly
2006
5e editie van de wereldruiterspelen in Aachen (DLD)
Brons met het team en individueel op Shutterfly
Wereldbekerfinale in Kuala Lumpur
5e plaats met Checkmate
2005
Europees kampioenschap in San Patrignano (Italië)
Goud met het team en de 9e plaats individueel, beide op Checkmate
Wereldbekerfinale in Las Vegas (VS)
1e plaats, of wel, wereldkampioen met Shutterfly
2004
Wereldbekerfinale in Milaan (Italië)
2e plaats met Shutterfly
2003
Wereldbekerfinale in Las Vegas (VS)
8e plaats met Shutterfly
1999
Europees kampioenschap in Hickstead (Engeland)
Individueel een 9e plaats, en met het team goud, beide met Stella

## Foto's

Meredith Michaels-Beerbaum
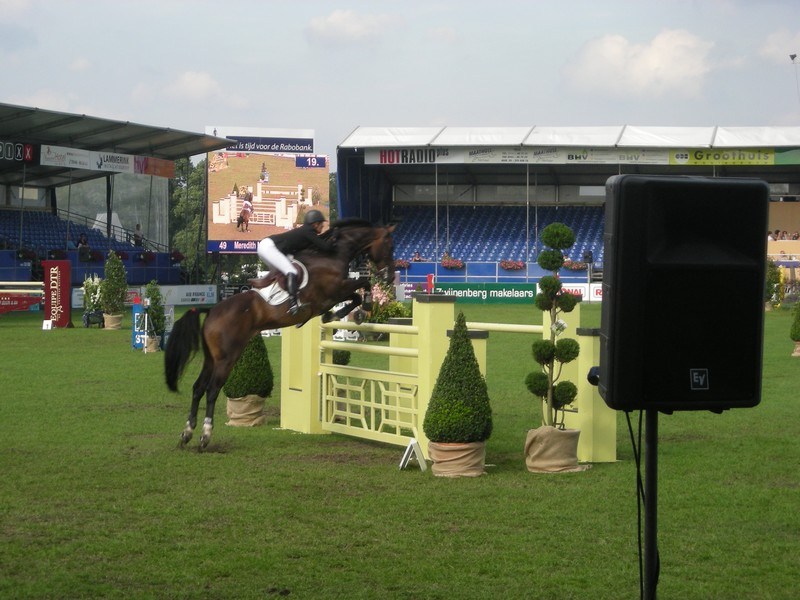
Meredith en Shutterfly